# Tridactyle inflata
Tridactyle inflata är en orkidéart som beskrevs av Victor Samuel Summerhayes. Tridactyle inflata ingår i släktet Tridactyle och familjen orkidéer. Inga underarter finns listade i Catalogue of Life.